# 杨梅黄杨
杨梅黄杨（学名：Buxus myrica）为黄杨科黄杨属的植物。分布于越南以及中国大陆的广西、云南、湖南、贵州、四川、海南等地，生长于海拔250米至2,000米的地区，一般生长在山坡、溪边和林下，目前尚未由人工引种栽培。

## 异名
- Buxus myrica Levl. var. angustifolia Gagn.